# Çalışkanlar, Şanlıurfa
Çalışkanlar là một xã thuộc thành phố Şanlıurfa, tỉnh Şanlıurfa, Thổ Nhĩ Kỳ. Dân số thời điểm năm 2011 là 297 người.